# 1896년 하계 올림픽 메달 집계
1896년 하계 올림픽 메달 집계는 1896년 하계 올림픽에서 획득한 메달 순으로 매긴 각국의 국가 올림픽 위원회들의 목록이다.

## 메달 집계
다음은 국제 올림픽 위원회에서 제공하는 정보를 토대로 한 표로, 금메달 · 은메달 · 동메달의 수 순서로 랭킹을 매긴다. 금은동의 수가 모두 동률일 경우, 같은 순위가 되고 IOC 국가 부호의 알파벳 순으로 목록에 표시한다.
주최국인 그리스는 연보라색으로 표시되어 있다.
  주최국 (그리스)
- 당시의 메달 집계 기준으로는 1위에게 은메달, 2위에게 동메달, 3위에게는 아무것도 수여하지 않았으나 아래의 표는 현재의 메달 산정 방식을 따른 것이다.

| 순위 | 국가           | 금메달 | 은메달 | 동메달 | 합계 |
| ---- | -------------- | ------ | ------ | ------ | ---- |
| 1    | 미국           | 11     | 7      | 2      | 20   |
| 2    | 그리스         | 10     | 18     | 19     | 46   |
| 3    | 독일           | 6      | 5      | 2      | 13   |
| 4    | 프랑스         | 5      | 4      | 2      | 11   |
| 5    | 영국           | 2      | 3      | 2      | 7    |
| 6    | 헝가리         | 2      | 1      | 3      | 6    |
| 7    | 오스트리아     | 2      | 1      | 2      | 5    |
| 8    | 오스트레일리아 | 2      | 0      | 0      | 2    |
| 9    | 덴마크         | 1      | 2      | 3      | 6    |
| 10   | 스위스         | 1      | 2      | 0      | 3    |
| 11   | 혼성           | 1      | 0      | 1      | 2    |
| 합계 | 합계           | 43     | 43     | 36     | 122  |